# The Beast from 20,000 Fathoms
The Beast from 20,000 Fathoms (bra: O Monstro do Mar; prt: O Monstro dos Tempos Perdidos) é um filme de monstros de ficção científica americano de 1953 dirigido por Eugène Lourié, com efeitos especiais de Ray Harryhausen . O filme é estrelado por Paul Christian, Paula Raymond, Cecil Kellaway e Kenneth Tobey . O roteiro é baseado no conto de Ray Bradbury de 1951 " The Fog Horn ", especificamente a cena em que um farol é destruído pelo personagem-título. O filme apresenta um Rhedosaurus, um dinossauro que está congelado e é acordado por uma bomba atômica  testada no ártico o animal parte para destruição em Nova Iorque.